# 1710
Il 1710 (MDCCX in numeri romani) è un anno  del XVIII secolo.

## Eventi
Terremoto in Giappone: muoiono 200.000 persone
- 27 luglio – Battaglia di Almenara: L'armata della Grande Alleanza sconfigge l'esercito della Spagna borbonica.
- 20 agosto – Battaglia di Saragozza: Nuova vittoria della Grande Alleanza contro la Spagna borbonica.
- 10 dicembre – Battaglia di Villaviciosa: Vittoria dell'esercito franco-spagnolo guidato da Filippo V di Spagna e dal duca di Vendôme contro le forze filo-asburgiche, comandate dal generale Guido von Starhemberg.

## Nati

### Gennaio
- 3 gennaio - Richard Gridley, militare statunitense († 1796)
- 4 gennaio - Giovanni Battista Pergolesi, compositore, organista e violinista italiano († 1736)
- 4 gennaio - Sofia Cristiana Luisa di Brandeburgo-Bayreuth, principessa tedesca († 1739)
- 7 gennaio - Josef Antonín Sehling, compositore ceco († 1756)
- 22 gennaio - Jean-Nicolas Jadot, architetto francese († 1761)
- 23 gennaio - Giuseppe Davia, ingegnere militare e matematico italiano († 1791)
- 28 gennaio - Jean-Martial Frédou, pittore, disegnatore e incisore francese († 1795)
- 30 gennaio - Raimondo di Sangro, esoterista, inventore e anatomista italiano († 1771)

### Febbraio
- 6 febbraio - Sofia Cristina di Anhalt-Bernburg-Schaumburg-Hoym, nobile († 1784)
- 15 febbraio - Luigi XV di Francia, re francese († 1774)

### Marzo
- 10 marzo - Francesca Manzoni, poetessa italiana († 1743)
- 12 marzo - Thomas Arne, compositore britannico († 1778)
- 27 marzo - Giuseppe Clemente Dall'Abaco, musicista italiano († 1805)

### Aprile
- 4 aprile - Agostino Chigi della Rovere, III principe di Farnese, principe italiano († 1769)
- 5 aprile - Semën Kirillovič Naryškin, ambasciatore russo († 1775)
- 9 aprile - György Klimó, vescovo cattolico ungherese († 1777)
- 12 aprile - Caffarelli, cantante italiano († 1783)
- 13 aprile - Jonathan Carver, esploratore statunitense († 1780)
- 13 aprile - Giuseppe Antonio Maria Torricelli, pittore svizzero († 1808)
- 15 aprile - Marie Camargo, danzatrice francese († 1770)
- 15 aprile - William Cullen, medico e chimico scozzese († 1790)
- 17 aprile - Johann Martin Chladenius, teologo e storico tedesco († 1759)
- 21 aprile - Francesco Foschi, pittore italiano († 1780)
- 25 aprile - James Ferguson, astronomo scozzese († 1776)
- 26 aprile - Thomas Reid, filosofo scozzese († 1796)

### Maggio
- 3 maggio - Marcantonio Lombardi, vescovo cattolico italiano († 1782)
- 5 maggio - Francesco Parisi, letterato e presbitero italiano († 1794)
- 6 maggio - Richard Bland, avvocato e politico britannico († 1776)
- 6 maggio - Giuseppe Peroni, religioso e pittore italiano († 1776)
- 8 maggio - Peter Anton von Verschaffelt, scultore fiammingo († 1793)
- 10 maggio - François Bonamy, botanico e medico francese († 1786)
- 10 maggio - Carlo Gagliardi, vescovo cattolico italiano († 1778)
- 14 maggio - Adolfo Federico di Svezia, sovrano († 1771)
- 16 maggio - Lorenzo Peracino, pittore italiano († 1789)
- 18 maggio - Johann II Bernoulli, matematico svizzero († 1790)
- 21 maggio - Thomas Thynne, II visconte Weymouth, politico inglese († 1751)
- 22 maggio - Tommaso Moncada, nobile e patriarca cattolico italiano († 1762)
- 23 maggio - François Gaspard Balthazar Adam, scultore francese († 1761)

### Giugno
- 10 giugno - James Short, matematico e ottico scozzese († 1768)
- 14 giugno - Francesco Tassi, storico dell'arte italiano († 1782)
- 16 giugno - Giovanni Maria Della Torre, scienziato, fisico e naturalista italiano († 1782)
- 20 giugno - Benedetto Latilla, abate, arcivescovo cattolico e teologo italiano († 1767)
- 21 giugno - Serafino Brancone, arcivescovo cattolico italiano († 1774)

### Luglio
- 4 luglio - Thomas Hay, politico scozzese († 1787)
- 6 luglio - Girolamo Grimaldi, diplomatico e politico italiano († 1789)
- 18 luglio - John Cruger, Jr., politico statunitense († 1791)
- 28 luglio - Johann Caspar Goethe, giurista e scrittore tedesco († 1782)
- 30 luglio - Ignaz Franz Wörle, organaro austriaco († 1778)
- 31 luglio - Diana Spencer, nobile britannica († 1735)

### Agosto
- 10 agosto - Luisa Dorotea di Sassonia-Meiningen, duchessa († 1767)
- 13 agosto - William Heberden, medico e patologo inglese († 1801)
- 20 agosto - Thomas Simpson, matematico britannico († 1761)
- 20 agosto - Giuseppe Vignoli, vescovo cattolico italiano († 1782)
- 27 agosto - Giuseppe Vasi, incisore e architetto italiano († 1782)

### Settembre
- 3 settembre - Abraham Trembley, naturalista e zoologo svizzero († 1784)
- 4 settembre - Miklós Pálffy de Erdőd, nobile e politico ungherese († 1773)
- 10 settembre - Adam Gottlob Moltke, diplomatico danese († 1792)
- 11 settembre - Luigi Federico di Sassonia-Hildburghausen, principe e generale († 1759)
- 22 settembre - Georg Matthias Bose, scienziato tedesco († 1761)
- 25 settembre - Augustin Ehrensvärd, generale, architetto e artista svedese († 1772)
- 27 settembre - Hatice Sultan, principessa ottomana († 1738)
- 27 settembre - Giuseppe Ignazio Corte, politico italiano († 1794)
- 29 settembre - Pompilio Maria Pirrotti, religioso italiano († 1766)
- 30 settembre - John Russell, IV duca di Bedford, politico britannico († 1771)

### Ottobre
- 15 ottobre - Ferenc Barkóczy, arcivescovo cattolico ungherese († 1765)
- 15 ottobre - Jean-Sébastien de Barral, vescovo cattolico francese († 1773)
- 15 ottobre - Matteo La Manna, presbitero, missionario e gesuita italiano († 1772)
- 16 ottobre - Andreas Hadik von Futak, condottiero ungherese († 1790)
- 22 ottobre - Anne-Marie du Boccage, scrittrice, poetessa e drammaturga francese († 1802)
- 23 ottobre - Amalia di Nassau-Dietz, nobile tedesca († 1777)
- 24 ottobre - Alban Butler, presbitero, teologo e biografo inglese († 1773)
- 27 ottobre - Gaspero Bruschi, scultore italiano († 1780)

### Novembre
- 1º novembre - Baldassarre Cenci, cardinale italiano († 1763)
- 2 novembre - Andrea Negroni, cardinale italiano († 1789)
- 7 novembre - Michelangelo Vella, compositore e organista maltese († 1792)
- 13 novembre - Charles Simon Favart, compositore e poeta francese († 1792)
- 19 novembre - Giovanni Andrea Lazzarini, pittore e poeta italiano († 1801)
- 21 novembre - Paolo Renier, politico e diplomatico italiano († 1789)
- 22 novembre - Wilhelm Friedemann Bach, compositore e organista tedesco († 1784)
- 23 novembre - Paolo Maria Paciaudi, religioso, archeologo e bibliotecario italiano († 1785)
- 27 novembre - Robert Lowth, vescovo anglicano e scrittore inglese († 1787)

### Dicembre
- 1º dicembre - Michele Marieschi, pittore, incisore e scenografo italiano († 1744)
- 2 dicembre - Carlo Bertinazzi, attore teatrale italiano († 1783)
- 5 dicembre - Nicola Porta, pittore italiano († 1784)
- 10 dicembre - Renato III Borromeo Arese, nobile italiano († 1778)

### Senza giorno specificato
- Michael Balthasar von Christalnigg, presbitero austriaco († 1768)
- Muhammad III del Marocco, sultano marocchino († 1790)
- Ahmed bin Sa'id, sovrano omanita († 1783)
- Domenico Alberti, compositore, clavicembalista e cantante italiano († 1740)
- Bernardo Aliprandi, compositore e violoncellista italiano († 1792)
- Christophe-Gabriel Allegrain, scultore francese († 1795)
- Jean-Robert Ango, pittore francese († 1773)
- Casto Innocenzio Ansaldi, teologo italiano († 1780)
- Caterina Aschieri, cantante italiana
- Giuseppe Luigi Assemani, presbitero, teologo e orientalista libanese († 1782)
- Antonio Aurisicchio, compositore italiano († 1781)
- Ferdinando Bassi, botanico italiano († 1774)
- Vincenzo Belli, orafo italiano († 1787)
- Francesca Bertolli, contralto italiana († 1767)
- Castruccio Bonamici, letterato italiano († 1761)
- Antonio Bonetti, pittore italiano († 1787)
- Jean-Baptiste Boudard, scultore francese († 1768)
- Francesco Casini, archivista italiano († 1777)
- Ambroise-Nicolas Cousinet, orafo e scultore francese († 1788)
- Cesare D'Arbes, attore teatrale italiano († 1778)
- Charles Dollé, compositore e gambista francese († 1755)
- Lawrence Dundas, I baronetto, politico scozzese († 1781)
- Pietro Duranti, pittore italiano
- Marcello Durazzo, doge († 1791)
- Georg Franz Ebenhech, scultore e intagliatore tedesco († 1757)
- John Ellis, naturalista, mercante e botanico britannico († 1776)
- Mikhail Boutros Fadel, patriarca cattolico libanese († 1795)
- Gian Pietro Gaffori, patriota e medico italiano († 1753)
- Francesco Golinetti, attore teatrale italiano († 1763)
- Louis Guillouet d'Orvilliers, ammiraglio francese († 1792)
- Anton Joseph Hampel, cornista e compositore tedesco († 1771)
- Franz Hilverding, coreografo e ballerino austriaco († 1768)
- Jean Hupeau, architetto e ingegnere francese († 1763)
- William Kerr, IV marchese di Lothian, nobile, politico e ufficiale scozzese († 1775)
- José Luzán, pittore spagnolo († 1785)
- Pierre Maillard, presbitero, linguista e patriota francese († 1762)
- Moses Margolies, rabbino e religioso lituano († 1780)
- Jacques Marquet, architetto francese († 1782)
- Francesco Antonio Mayerle, pittore boemo († 1782)
- Paolo Monaldi, pittore italiano
- Robert Montagu, III duca di Manchester, nobile e politico inglese († 1762)
- Corbyn Morris, matematico britannico († 1779)
- Domenico Oranges, pittore italiano († 1788)
- Tat'jana Fedorovna Prončiščeva, esploratrice russa († 1736)
- Amschel Moses Rothschild, mercante tedesco († 1755)
- Felice Sabatelli, astronomo e matematico italiano († 1786)
- Giulio Sacchetti, III marchese di Castelromano, nobile italiano († 1780)
- Giuseppe Santarelli, cantante castrato, compositore e direttore di coro italiano († 1790)
- Ahaya Secoffee, condottiero nativo americano († 1783)
- Nicola Sorricchio, storico e archeologo italiano († 1785)
- Aleksandr Ivanovič Šuvalov, politico russo († 1771)
- Carl'Antonio Tanzi, poeta italiano († 1762)
- Giuseppe Tresca, pittore italiano († 1795)
- Tsukioka Settei, pittore e incisore giapponese († 1786)
- Jean Valade, pittore francese († 1787)
- Charles Wyndham, II conte di Egremont, politico inglese († 1763)
- Muhammad I al-Rashid,  tunisino († 1759)
- Jean-Baptiste de La Chapelle, matematico, enciclopedista e inventore francese († 1792)
- João de Loureiro, religioso portoghese († 1791)
- Louise Julie de Mailly,  francese († 1751)
- Josep Galceran III de Pinós-Santcliment, scrittore spagnolo († 1785)
- Elisabetta Sofia di Lorena, nobile francese († 1740)
- Dilhayat Kalfa, musicista, compositrice e cantante ottomana († 1780)

## Morti

### Gennaio
- 1º gennaio - William Bruce, I baronetto di Balcaskie, architetto scozzese (n. 1630)
- 6 gennaio - Thomas Fairfax, V lord Fairfax di Cameron, politico britannico (n. 1657)
- 10 gennaio - Algernon Capell, II conte di Essex, generale inglese (n. 1670)
- 11 gennaio - Anne Dieu-le-veut, pirata francese (n. 1661)
- 13 gennaio - Diego Pappalardo, religioso italiano (n. 1636)
- 16 gennaio - Higashiyama, imperatore giapponese (n. 1675)
- 16 gennaio - Jean-Mathieu de Chazelles, cartografo e astronomo francese (n. 1657)
- 19 gennaio - Francesco Cupani, botanico italiano (n. 1657)
- 21 gennaio - Johann Georg Gichtel, filosofo, teologo e mistico tedesco (n. 1638)
- 22 gennaio - Lucia Cremonini,  italiana (n. 1686)
- 30 gennaio - Madeleine Boullogne, pittrice francese (n. 1646)
- 30 gennaio - Sebastiano Valfrè, presbitero italiano (n. 1629)

### Febbraio
- 15 febbraio - Ahmad Tajuddin Halim Shah I di Kedah, sovrano malese
- 16 febbraio - Esprit Fléchier, vescovo cattolico francese (n. 1632)
- 17 febbraio - George Bull, teologo e vescovo anglicano inglese (n. 1634)
- 22 febbraio - Charles-Maurice Le Tellier, arcivescovo cattolico francese (n. 1642)

### Marzo
- 4 marzo - Luigi III di Borbone-Condé, generale francese (n. 1668)
- 14 marzo - Michel Bégon, funzionario e naturalista francese (n. 1638)
- 15 marzo - Alvise Cima, pittore e cartografo italiano (n. 1643)
- 20 marzo - Johann Joseph von Breuner, arcivescovo cattolico e nobile austriaco (n. 1641)
- 22 marzo - Sperello Sperelli, cardinale e vescovo cattolico italiano (n. 1639)
- 28 marzo - Marcantonio Agazzi, vescovo cattolico italiano (n. 1646)

### Aprile
- 5 aprile - Johannes Gruber, politico e mercante svizzero (n. 1640)
- 12 aprile - Marcello Durazzo, cardinale e arcivescovo cattolico italiano (n. 1633)
- 17 aprile - Carlo Brisighella, pittore italiano
- 24 aprile - Manuel de Oms y de Santa Pau, diplomatico spagnolo (n. 1651)
- 28 aprile - Thomas Betterton, attore teatrale inglese (n. 1635)
- 29 aprile - Giacomo Falconetti, vescovo cattolico italiano (n. 1656)

### Maggio
- 8 maggio - George Churchill, nobile, politico e ammiraglio inglese (n. 1654)
- 13 maggio - Enrico di Sassonia-Römhild, duca tedesco (n. 1650)

### Giugno
- 6 giugno - Louise de La Vallière,  francese (n. 1644)
- 8 giugno - Carlo Tommaso Maillard de Tournon, cardinale e patriarca cattolico italiano (n. 1668)
- 10 giugno - Giacomo Spinelli, presbitero, scrittore e economista italiano (n. 1637)
- 27 giugno - Pierre-Esprit Radisson, esploratore francese (n. 1636)

### Luglio
- 2 luglio - Domenico Freschi, compositore italiano (n. 1634)
- 5 luglio - Anton Felice Marsili, vescovo cattolico e biologo italiano (n. 1651)
- 8 luglio - Jean Donneau de Visé, drammaturgo, giornalista e critico teatrale francese (n. 1638)
- 23 luglio - Samuel Stryk, giurista tedesco (n. 1640)
- 25 luglio - Gottfried Kirch, astronomo tedesco (n. 1639)
- 27 luglio - Domenico Guglielmini, matematico, chimico e medico italiano (n. 1655)
- 27 luglio - Guglielmo di Nassau-Zuylestein, II conte di Rochford, militare inglese (n. 1682)

### Agosto
- 8 agosto - Hermann Jakob Czernin von und zu Chudenitz, nobile e diplomatico boemo (n. 1659)
- 12 agosto - Giuseppe Gaetani d'Aragona, patriarca cattolico, diplomatico e nobile italiano (n. 1643)
- 21 agosto - Jean Cornu, scultore francese (n. 1650)

### Settembre
- 9 settembre - Pedro Manuel Colón de Portugal, nobile e funzionario spagnolo (n. 1651)
- 18 settembre - John Annesley, IV conte di Anglesey, nobile irlandese (n. 1676)
- 19 settembre - Johann Nikolaus Hert, giurista tedesco (n. 1651)
- 19 settembre - Ole Rømer, astronomo danese (n. 1644)
- 20 settembre - Margherita Caffi, pittrice italiana (n. 1647)
- 22 settembre - Jacques-René Brisay de Denonville, militare e funzionario francese (n. 1637)
- 24 settembre - Charles Berkeley, II conte di Berkeley, diplomatico inglese (n. 1649)
- 26 settembre - Vincenzo Grimani, cardinale, diplomatico e librettista italiano (n. 1655)
- 29 settembre - Carlotta Felicita di Brunswick-Lüneburg, duchessa (n. 1671)
- 29 settembre - João de Sousa, arcivescovo cattolico portoghese (n. 1647)

### Ottobre
- 8 ottobre - Georg Benedikt von Ogilvy, generale boemo (n. 1651)
- 19 ottobre - Susanna Enrichetta di Lorena, nobile francese (n. 1686)
- 22 ottobre - Gerolamo Archinto, vescovo cattolico italiano (n. 1651)

### Novembre
- 10 novembre - Carlo Teodoro di Salm, nobile tedesco (n. 1645)
- 21 novembre - Bernardo Pasquini, compositore, clavicembalista e organista italiano (n. 1637)

### Dicembre
- 6 dicembre - Vincenzo Auria, avvocato, storico e poeta italiano (n. 1625)
- 7 dicembre - Carlo II Cybo-Malaspina, sovrano italiano (n. 1631)
- 12 dicembre - Maria de Toledo y Velasco, nobildonna spagnola (n. 1651)
- 14 dicembre - Giovanni Cristiano I di Eggenberg, nobile boemo (n. 1641)
- 15 dicembre - Alberto Antonio di Schwarzburg-Rudolstadt, principe (n. 1641)
- 18 dicembre - Petrus Codde, arcivescovo cattolico e teologo olandese (n. 1648)

### Senza giorno specificato
- Henry Aldrich, letterato e architetto inglese (n. 1647)
- Lionel Anderson, religioso inglese (n. 1620)
- Francesco Aprile, scultore italiano (n. 1657)
- Jean Balon, danzatore francese (n. 1676)
- Manuel Bernardes, religioso portoghese (n. 1644)
- Anton Giulio II Brignole Sale, ambasciatore italiano (n. 1673)
- Placido Celi, pittore italiano (n. 1645)
- Giovanni Antonio Fumiani, pittore italiano
- Pietro Gaddi, vescovo cattolico italiano (n. 1644)
- René-Antoine Houasse, pittore e decoratore francese (n. 1645)
- Pietro Lucatelli, pittore italiano (n. 1637)
- Ercole Domenico Monanni, vescovo cattolico italiano (n. 1631)
- Giovanni Battista Rogeri, liutaio italiano (n. 1642)
- Gaspar Sanz, presbitero, compositore e chitarrista spagnolo (n. 1640)
- Giovanni Girolamo Sbaraglia, anatomista italiano (n. 1641)
- Giuseppe Simonelli, pittore italiano (n. 1650)
- Sebastiano Taricco, pittore italiano (n. 1641)
- Simon Verelst, pittore fiammingo (n. 1644)
- Giuseppe Zimbalo, architetto e scultore italiano (n. 1620)

## Calendario
| Calendario 1710 | Calendario 1710 | Calendario 1710 | Calendario 1710 | Calendario 1710 | Calendario 1710 | Calendario 1710 | Calendario 1710 | Calendario 1710 | Calendario 1710 | Calendario 1710 | Calendario 1710 | Calendario 1710 | Calendario 1710 | Calendario 1710 | Calendario 1710 | Calendario 1710 | Calendario 1710 | Calendario 1710 | Calendario 1710 | Calendario 1710 | Calendario 1710 | Calendario 1710 | Calendario 1710 | Calendario 1710 | Calendario 1710 | Calendario 1710 | Calendario 1710 | Calendario 1710 | Calendario 1710 | Calendario 1710 | Calendario 1710 | Calendario 1710 |
| --------------- | --------------- | --------------- | --------------- | --------------- | --------------- | --------------- | --------------- | --------------- | --------------- | --------------- | --------------- | --------------- | --------------- | --------------- | --------------- | --------------- | --------------- | --------------- | --------------- | --------------- | --------------- | --------------- | --------------- | --------------- | --------------- | --------------- | --------------- | --------------- | --------------- | --------------- | --------------- | --------------- |
|                 | 1               | 2               | 3               | 4               | 5               | 6               | 7               | 8               | 9               | 10              | 11              | 12              | 13              | 14              | 15              | 16              | 17              | 18              | 19              | 20              | 21              | 22              | 23              | 24              | 25              | 26              | 27              | 28              | 29              | 30              | 31              |                 |
| Gennaio         | Me              | Gi              | Ve              | Sa              | Do              | Lu              | Ma              | Me              | Gi              | Ve              | Sa              | Do              | Lu              | Ma              | Me              | Gi              | Ve              | Sa              | Do              | Lu              | Ma              | Me              | Gi              | Ve              | Sa              | Do              | Lu              | Ma              | Me              | Gi              | Ve              |                 |
| Febbraio        | Sa              | Do              | Lu              | Ma              | Me              | Gi              | Ve              | Sa              | Do              | Lu              | Ma              | Me              | Gi              | Ve              | Sa              | Do              | Lu              | Ma              | Me              | Gi              | Ve              | Sa              | Do              | Lu              | Ma              | Me              | Gi              | Ve              |                 |                 |                 |                 |
| Marzo           | Sa              | Do              | Lu              | Ma              | Me              | Gi              | Ve              | Sa              | Do              | Lu              | Ma              | Me              | Gi              | Ve              | Sa              | Do              | Lu              | Ma              | Me              | Gi              | Ve              | Sa              | Do              | Lu              | Ma              | Me              | Gi              | Ve              | Sa              | Do              | Lu              |                 |
| Aprile          | Ma              | Me              | Gi              | Ve              | Sa              | Do              | Lu              | Ma              | Me              | Gi              | Ve              | Sa              | Do              | Lu              | Ma              | Me              | Gi              | Ve              | Sa              | Do              | Lu              | Ma              | Me              | Gi              | Ve              | Sa              | Do              | Lu              | Ma              | Me              |                 |                 |
| Maggio          | Gi              | Ve              | Sa              | Do              | Lu              | Ma              | Me              | Gi              | Ve              | Sa              | Do              | Lu              | Ma              | Me              | Gi              | Ve              | Sa              | Do              | Lu              | Ma              | Me              | Gi              | Ve              | Sa              | Do              | Lu              | Ma              | Me              | Gi              | Ve              | Sa              |                 |
| Giugno          | Do              | Lu              | Ma              | Me              | Gi              | Ve              | Sa              | Do              | Lu              | Ma              | Me              | Gi              | Ve              | Sa              | Do              | Lu              | Ma              | Me              | Gi              | Ve              | Sa              | Do              | Lu              | Ma              | Me              | Gi              | Ve              | Sa              | Do              | Lu              |                 |                 |
| Luglio          | Ma              | Me              | Gi              | Ve              | Sa              | Do              | Lu              | Ma              | Me              | Gi              | Ve              | Sa              | Do              | Lu              | Ma              | Me              | Gi              | Ve              | Sa              | Do              | Lu              | Ma              | Me              | Gi              | Ve              | Sa              | Do              | Lu              | Ma              | Me              | Gi              |                 |
| Agosto          | Ve              | Sa              | Do              | Lu              | Ma              | Me              | Gi              | Ve              | Sa              | Do              | Lu              | Ma              | Me              | Gi              | Ve              | Sa              | Do              | Lu              | Ma              | Me              | Gi              | Ve              | Sa              | Do              | Lu              | Ma              | Me              | Gi              | Ve              | Sa              | Do              |                 |
| Settembre       | Lu              | Ma              | Me              | Gi              | Ve              | Sa              | Do              | Lu              | Ma              | Me              | Gi              | Ve              | Sa              | Do              | Lu              | Ma              | Me              | Gi              | Ve              | Sa              | Do              | Lu              | Ma              | Me              | Gi              | Ve              | Sa              | Do              | Lu              | Ma              |                 |                 |
| Ottobre         | Me              | Gi              | Ve              | Sa              | Do              | Lu              | Ma              | Me              | Gi              | Ve              | Sa              | Do              | Lu              | Ma              | Me              | Gi              | Ve              | Sa              | Do              | Lu              | Ma              | Me              | Gi              | Ve              | Sa              | Do              | Lu              | Ma              | Me              | Gi              | Ve              |                 |
| Novembre        | Sa              | Do              | Lu              | Ma              | Me              | Gi              | Ve              | Sa              | Do              | Lu              | Ma              | Me              | Gi              | Ve              | Sa              | Do              | Lu              | Ma              | Me              | Gi              | Ve              | Sa              | Do              | Lu              | Ma              | Me              | Gi              | Ve              | Sa              | Do              |                 |                 |
| Dicembre        | Lu              | Ma              | Me              | Gi              | Ve              | Sa              | Do              | Lu              | Ma              | Me              | Gi              | Ve              | Sa              | Do              | Lu              | Ma              | Me              | Gi              | Ve              | Sa              | Do              | Lu              | Ma              | Me              | Gi              | Ve              | Sa              | Do              | Lu              | Ma              | Me              |                 |